# Kilkulam
Kilkulam é uma panchayat (vila) no distrito de Kanniyakumari, no estado indiano de Tamil Nadu.

## Demografia
Segundo o censo de 2001,  Kilkulam  tinha uma população de 17,352 habitantes. Os indivíduos do sexo masculino constituem 51% da população e os do sexo feminino 49%. Kilkulam tem uma taxa de literacia de 76%, superior à média nacional de 59.5%: a literacia no sexo masculino é de 79% e no sexo feminino é de 72%. Em Kilkulam, 11% da população está abaixo dos 6 anos de idade.